# 1955 a filmművészetben

## Események
- január 7. – Marilyn Monroe és Milton H. Greene megalapítja a Marilyn Monroe Inc. filmgyártó vállalatot. A színésznő ettől azt reméli, hogy igényesebb szerepekhez jut. A 20th Century Fox-szal kötött szerződését nem hosszabbítja meg.
- február 23. – Dorothy Dandridge az első fekete bőrű színésznő, akit legjobb női főszereplőként Oscar-díjra jelölnek.
- június 23. – Első ízben mutatják be a cinemiracle rendszert. Ez egy elektronikus lencsével működő, háromdimenziós eljárás.
- július 18. – Kuvaitban megnyílik az első mozi.
- november – Az angol Ealing filmstúdiót eladják a BBC televíziós részlegének

## Sikerfilmek
Észak Amerika
1. Macsók és macák    Guys and Dolls – rendező Joseph L. Mankiewicz
2. Cinerama Holiday – rendező Robert L. Bendick
3. Mister Roberts – rendező John Ford
4. Battle Cry – rendező Raoul Walsh
5. Not as a Stranger – rendező Stanley Kramer
6. I'll Cry Tomorrow – rendező Daniel Mann
7. Picnic – rendező Joshua Logan

## Magyar filmek
- A 9-es kórterem – rendező Makk Károly
- Albertfalvai történetek – rendező Mészáros Márta
- Angyalföldi fiatalok – rendező Jancsó Miklós
- Budapesti tavasz – rendező Máriássy Félix
- Böske– rendező Markos Miklós
- Dandin György, avagy a megcsúfolt férj– rendező Várkonyi Zoltán
- Egy délután Koppánymonostorban – rendező Jancsó Miklós
- Egy pikoló világos – rendező Máriássy Félix
- Emlékezz, ifjúság! – rendező Jancsó Miklós
- Gázolás– rendező Gertler Viktor
- Hajnal előtt – rendező Zsuppa József
- Hintónjáró szerelem – rendező Ranódy László
- Kati és a vadmacska – rendező Kollányi Ágoston
- Kállai kettős– rendező Keleti Márton
- Két bors ökröcske – rendező Macskássy Gyula
- Különös ismertetőjel – rendező Várkonyi Zoltán
- Mindennapi történet – rendező Mészáros Márta
- Nem igaz – rendező Fejér Tamás
- A szánkó – rendező Szenes Mihály
- Túl a Kálvin téren – rendező Mészáros Márta
- Varsói világifjúsági találkozó I–III – rendező Jancsó Miklós
- Az élet hídja – rendező Keleti Márton

## Filmbemutatók
- All That Heaven Allows – rendező Douglas Sirk
- Az igazság napja - Bad Day at Black Rock – rendező John Sturges
- Tábladzsungel Blackboard Jungle – rendező Richard Brooks
- Bob le flambeur – rendező Jean-Pierre Melville
- The Colditz Story – rendező Guy Hamilton
- Édentől keletre – rendező Elia Kazan, főszereplő James Dean
- Galapagos – rendező Thor Heyerdahl
- Godzilla Raids Again – rendező Motoyoshi Oda
- Kiss Me Deadly – rendező Robert Aldrich
- Susi és Tekergő (Lady and the Tramp) – rendező Clyde Geronimi, rajzfilm
- Betörő az albérlőm (The Ladykillers) – rendező Alexander Mackendrick
- A fáraók földje – rendező Howard Hawks
- Love Is a Many-Splendored Thing
- Marty – rendező Delbert Mann
- Oklahoma! – rendező Fred Zinnemann
- Ordet – rendező Kaj Munk
- Pather Panchali – rendező Satyajit Ray
- The Quatermass Xperiment – rendező Val Guest
- III. Richárd, rendező és főszereplő Laurence Olivier
- Du rififi chez les hommes – rendező Jules Dassin
- Hétévi vágyakozás The Seven Year Itch – rendező Billy Wilder, főszereplő Marilyn Monroe
- Summertime, rendező David Lean
- Fogjunk tolvajt! – rendező Alfred Hitchcock
- To Hell and Back, főszereplő Audie Murphy, Marshall Thompson, Charles Drake, és David Janssen
- Bajok Harryvel – rendező Alfred Hitchcock
- Egy nyári éj mosolya (Sommarnattens leende) – rendező Ingmar Bergman
- 420-as urak – rendező Radzs Kapur
- Othello – rendező Szergej Jutkevics
- A nagy hadgyakorlat (Les Grandes Manœuvres) – rendező René Clair, főszereplő Michèle Morgan, Brigitte Bardot, Gérard Philipe
- Éjszaka és köd (Nuit et brouillard), dokumentumfilm – rendező Alain Resnais
- Pancho Villa kincse – rendező George Sherman

## Díjak, fesztiválok
Oscar-díj (március 30.)
- Film:A rakparton
- rendező: Elia Kazan – A rakparton
- Férfi főszereplő: Marlon Brando
- Női főszereplő: Grace Kelly – A vidéki lány
- Látvány, vizuális effektusok: Némó kapitány (20000 Leagues under the Sea)
- Külföldi film: A pokol kapuja

1955-ös cannes-i filmfesztivál
Velencei Nemzetközi Filmfesztivál (augusztus 25–szeptember 10.)
- Arany Oroszlán: A szó – Carl Theodor Dreyer
- Ezüst Oroszlán:Barátnők – Michelangelo Antonioni
- Férfi főszereplő:Curd Jürgens – A hősök elfáradnak
- Női főszereplő: nem adták ki

Berlini Nemzetközi Filmfesztivál (június 24–július 5.)
- Arany Medve:Patkányok – Robert Siodmak
- Ezüst Medve:Marcellino – Vajda László
- Bronz Medve: Carmen Jones – Otto Preminger

## Rajzfilmsorozatok
- Donald kacsa (1936)–(1956)
- Popeye, a tengerész (1933–1957)
- The Three Stooges (1934–1959)
- Tom and Jerry (1940–1958)

## Születések
- január 6. – Rowan Atkinson humorista, színész
- január 12. – Kirstie Alley, színésznő
- január 12. – Rockne O'Bannon író, producer
- január 18. – Kevin Costner színész
- február 8. – Ethan Phillips színész
- március 9. – Ornella Muti színésznő
- március 16. – Isabelle Huppert színésznő
- március 19. - Bruce Willis amerikai színész
- április 1. – Annette O’Toole színésznő
- április 29. – Máté Gábor színész
- április 29. – Kate Mulgrew amerikai színésznő
- május 16. – Hazel O’Connor angol énekesnő, színésznő
- június 27. – Isabelle Adjani színésznő
- július 18. – Teresa Ann Savoy színésznő
- július 21. – Tarr Béla rendező
- augusztus 4. – Billy Bob Thornton amerikai színész
- augusztus 27. – Diana Scarwid amerikai színésznő
- augusztus 27. – Can Togay magyar filmrendező, forgatókönyvíró, színész, költő
- november 15. – Enyedi Ildikó filmrendező

## Halálozások
- február 12. – Tom Moore színész
- április 7. – Theda Bara színésznő
- augusztus 5. – Carmen Miranda brazil színésznő
- szeptember 30. – James Dean színész
- október 1. – Charles Christie
- november 10. – Rene Rijff német színész
- november 22. – Shemp Howard humorista